# الأخطبوط المقلد
الأخطبوط المقلد (بالإنجليزية: Mimic Octopus)‏ هو نوع من الأخطبوط لديه قدرة على تقليد مخلوقات بحرية أخرى في الشكل واللون والحركة ومن الكائنات البحرية التي بإمكانه تقليدها:
- ثعبان البحر
- دجاج البحر
- سمكة المفلطحة
- السلطعون العنكبوت الياباني
- سمكة الراي اللاسعة
- قنديل البحر
- شقائق البحر
- الروبيان السرعوف (بالإنجليزية: Mantis Shrimp)‏

لدى الكثير من الأنواع البحرية القدرة على تقليد حيوان آخر لإبعاد أو تجنب مفترس ولكن الأخطبوط المقلد هو الحيوان الوحيد المعروف القادر على تقليد مجموعة متنوعة من الأنواع.

## اكتشافه
تم اكتشافه من قبل العالمين الأستراليين هما فين ويجريان مارك نورمان في عام 1998 قبالة سواحل جزيرة سولاويزي.

## مظهره
ينمو حتى يصل طوله إلى 60 سم (2 قدم تقريباً)، مع مجسات تنمو لتصل لطول 25 بوصة وقطرها كقطر قلم رصاص تقريباً. لون الأخطبوط الطبيعي بني فاتح، لكن عادةً يظهر بخطوط بنية وبيضاء ليبعد المفترسين مقلداً أنواع سامة. من غير المعروف حالياً إن كان الأخطبوط المقلد ساماً للمفترسين، ولكن رغم عدم وجود معرفة مؤكدة حالياً حول ما إذا كان الأخطبوط المقلد ساماً أم لا، فمن المرجح إلى حد ما أنه غير سام، إذ أن سم الأخطبوط كان ليعيق ميزة محاكاة الحيوانات البحرية الأخرى ولن يكون له تأثير على الكفاءة، إن لم يكن له تأثير سلبي.